# McClelland Royal Commission
Die McClelland Royal Commission oder Royal Commission into British nuclear tests in Australia (Königliche Kommission McClellans bzw. Königliche Kommission zu den britischen Atomwaffentests in Australien) war eine Untersuchungskommission, die von der australischen Regierung zwischen 1984 und 1985 eingesetzt wurde, um die durch Großbritannien mit der Genehmigung von Australien durchgeführten Atomwaffentests auf australischem Territorium und seine Auswirkungen zu untersuchen. Vorsitzender war Jim McClelland, ehemaliger australischer Minister.

## Wesentliche Ergebnisse
Der Kommission wurde berichtet, dass 30 leckende Tonnen mit radioaktivem Abfall vor der Westküste Australiens ins Meer geworfen worden waren. Der ehemalige Prime Minister Arthur Fadden soll dem britischen Premierminister eine Nachricht mit den Worten „What the bloody hell is going on, the cloud is drifting over the mainland?“ übermittelt haben. (Übersetzung: „Was geht hier verdammt noch mal vor, die Wolke weht über das Festland?“). Ein Wissenschaftler der CSIRO stellte radioaktiven Fallout auf dem australischen Festland fest.
Der McClelland Royal Commission wurde berichtet, dass einhundert Aborigines barfuß über radioaktiv verseuchtes Gebiet gingen, weil die Stiefel, die man ihnen gegeben hatte, nicht passten. Der Fallout soll laut Aussagen eines involvierten Wissenschaftlers dreimal höher als erwartet gewesen sein.
Ein Haus, das vor 25 Jahren weniger als 200 Meter von einer Mineralmine entfernt gebaut wurde, ist immer noch gefährlich radioaktiv kontaminiert.
Nach einem besonderen Bericht über eine Untersuchung der restlichen radioaktiven Kontamination, sind etwa 100.000 gefährliche Metallsplitter, die mit Plutonium verunreinigt sind, noch im Maralinga-Atomtest-Bereich vorhanden, 25 Jahre nach den Atomtests, die sie verunreinigt haben.
Ein Ingenieur sagte der McClelland Royal Commission, dass Geigerzähler-Messungen des Fallouts in der Nähe Marble Bar weit über der messbaren Skala waren.
Der Bericht unterschied sich von der offiziellen Version der britischen Regierung.
Dieser Bericht betonte die Partnerschaft zwischen den beiden Nationen und stellte fest, dass der Ansatz bezüglich der Sicherheit den internationalen Standards der Zeit entsprach. Dieser Ansatz sei entgegen der historischen Missachtung der australischen Behörden gegenüber der indigenen Menschen gewesen.
Einige Beobachter haben darauf hingewiesen, dass beide Berichte durch die Politik der Zeit beeinflusst waren: Großbritannien wollte seine Verantwortung minimieren, während die australische Regierung von Bob Hawke ihre politischen Gegner schaden wollte.

## Weiteres
2006 wurde der australische Dokumentarfilm Silent Storm veröffentlicht. Er beschäftigt sich mit staatlichen Vertuschungsmaßnahmen hinsichtlich der Strahlenbelastung der australischen Bevölkerung.